# Арпачай
Арпачай (тур. Arpaçay) — город и район в турецкой провинции Карс. Получил название от реки Арпачай.

## История
С XVI века Арпачай входил в состав Османской империи.
С 1877 по 1918 год — в составе Российской империи. До 1922 года населённый пункт носил название Зарушат.

## Население
По данным «Кавказского календаря» на 1912 год, к 1911 году в селе проживало 474 человека, в основном русских.